# ZNF793
ZNF793 (англ. Zinc finger protein 793) – білок, який кодується однойменним геном, розташованим у людей на довгому плечі 19-ї хромосоми. Довжина поліпептидного ланцюга білка становить 406 амінокислот, а молекулярна маса — 46 927.
| 10         |  | 20         |  | 30         |  | 40         |  | 50         |
| ---------- |  | ---------- |  | ---------- |  | ---------- |  | ---------- |
| MIEYQIPVSF |  | KDVVVGFTQE |  | EWHRLSPAQR |  | ALYRDVMLET |  | YSNLVSVGYE |
| GTKPDVILRL |  | EQEEAPWIGE |  | AACPGCHCWE |  | DIWRVNIQRK |  | RRQDMLLRPG |
| AAISKKTLPK |  | EKSCEYNKFG |  | KISLLSTDLF |  | SSIQSPSNWN |  | PCGKNLNHNL |
| DLIGFKRNCA |  | KKQDECYAYG |  | KLLQRINHGR |  | RPNGEKPRGC |  | SHCEKAFTQN |
| PALMYKPAVS |  | DSLLYKRKRV |  | PPTEKPHVCS |  | ECGKAFCYKS |  | EFIRHQRSHT |
| GEKPYGCTDC |  | GKAFSHKSTL |  | IKHQRIHTGV |  | RPFECFFCGK |  | AFTQKSHRTE |
| HQRTHTGERP |  | FVCSECGKSF |  | GEKSYLNVHR |  | KMHTGERPYR |  | CRECGKSFSQ |
| KSCLNKHWRT |  | HTGEKPYGCN |  | ECGKAFYQKP |  | NLSRHQKIHA |  | RKNAYRNENL |
| IIVGNT     |  |            |  |            |  |            |  |            |

A: Аланін

C: Цистеїн

D: Аспарагінова кислота

E: Глутамінова кислота

F: Фенілаланін

G: Гліцин

H: Гістидин

I: Ізолейцин

K: Лізин

L: Лейцин

M: Метіонін

N: Аспарагін

P: Пролін

Q: Глутамін

R: Аргінін

S: Серин

T: Треонін

V: Валін

W: Триптофан

Задіяний у таких біологічних процесах, як транскрипція, регуляція транскрипції, альтернативний сплайсинг. 
Білок має сайт для зв'язування з іонами металів, іоном цинку, ДНК. 
Локалізований у ядрі.